# Emma di Gurk
Emma di Gurk (Pilštanj, 980 circa – Gurk, 27 giugno 1045) è stata una nobildonna fondatrice di case religiose nel Ducato di Carinzia. Sepolta nella Cattedrale di Gurk nel 1174, è stata proclamata santa per equipollenza da papa Pio XI nel 1938.

## Biografia
Le più antiche fonti sulla vita di Emma di Gurk sono frammentarie. Solo nel Quattrocento fu scritta una vera e propria biografia.
Emma (in tedesco Hemma) era nata contessa di Zeltschach da una nobile famiglia chiamata Peilenstein nell'attuale Pilštanj, in Slovenia, legata all'imperatore Enrico II per aver seguito alla corte imperiale di Bamberga l'imperatrice Cunegonda.
Sposata con il conte Guglielmo di Friesach e del Sanngau, da cui ebbe due figli: Arduico e Guglielmo, successivamente assassinati insieme al padre da Adalberone di Eppenstein, duca di Carinzia e margravio di Verona. Emma divenne ricca attraverso l'eredità dopo la morte del marito e dei figli.
La contessa Emma usò la sua grande ricchezza a vantaggio dei poveri e veniva già venerata come santa durante la sua vita. Fondò inoltre dieci chiese in Carinzia, tra le quali il doppio monastero benedettino di Gurk nel 1043, dove si ritirò negli ultimi anni della sua vita.
Dopo la sua morte, l'abbazia di Gurk fu sciolta dall'arcivescovo di Salisburgo, Gebeardo, che invece ne utilizzò i fondi per istituire le diocesi di Gurk nel 1072. L'abbazia di Admont, un'altra fondazione benedettina in Austria, è stata fondata nel 1074 dallo stesso Gebeardo, e deve la sua esistenza alla ricchezza di Emma.

## Culto

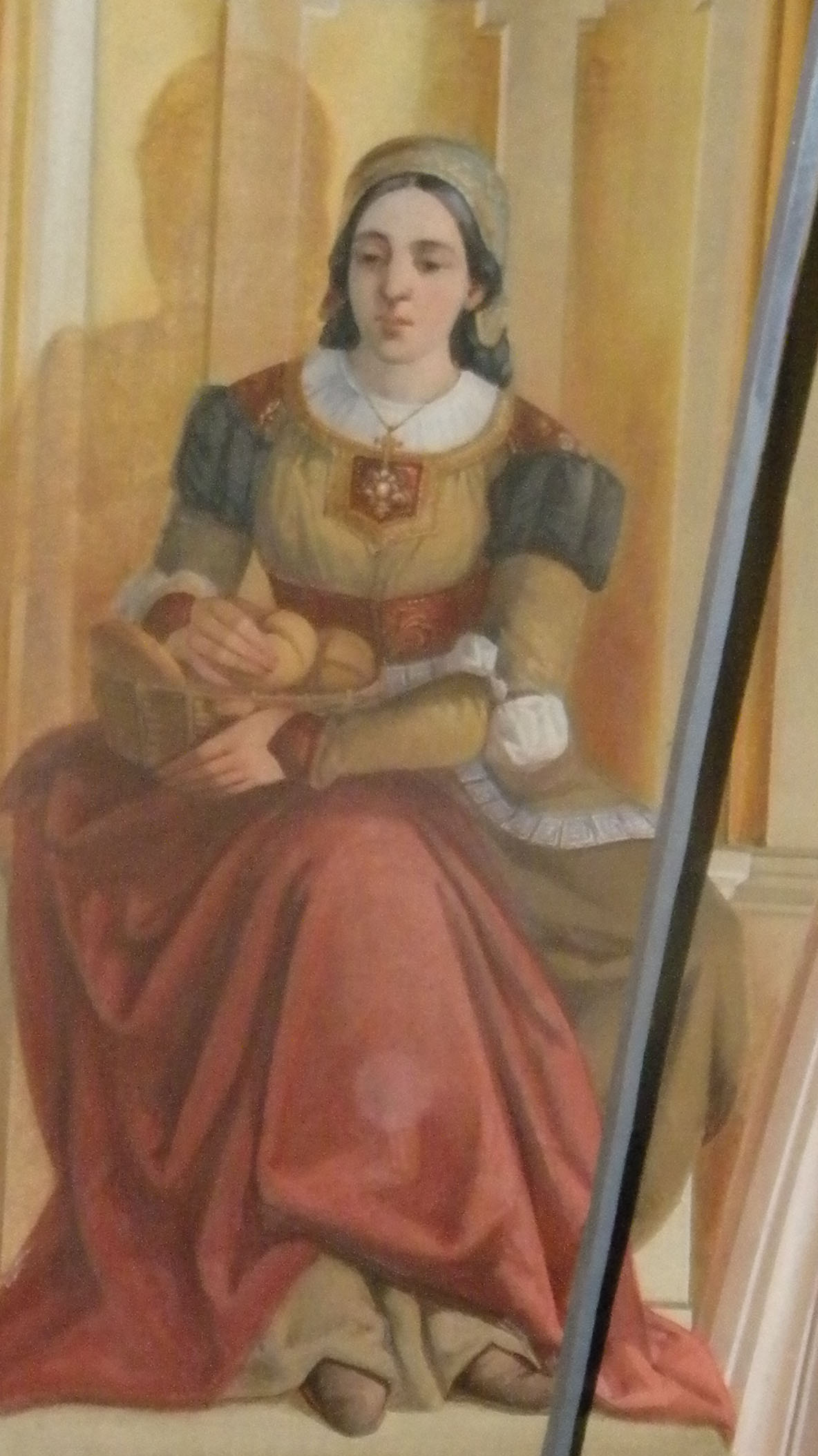
Santa Emma, affresco in una chiesa a Nova Cerkev (Slovenia)

Dal 1174 Emma è stata sepolta nella cripta della cattedrale di Gurk, di cui lei è stata la fondatrice. È stata beatificata il 21 novembre 1287 e canonizzata il 5 gennaio 1938 da Pio XI. La sua festa è il 29 giugno.
Emma è la santa patrona della diocesi di Gurk, nonché della Carinzia, e la sua intercessione è richiesta per il parto e le malattie degli occhi.
Santa Emma è venerata non solo in Carinzia, ma anche in Slovenia e Stiria. A partire da circa 400 anni fa (almeno dal 1607), i fedeli che cercavano assistenza venivano alla sua tomba nella cattedrale di Gurk (Krška Katedrala) dal territorio che nel Seicento costituiva il Ducato di Carniola attraverso il passo di Loibl. Questo pellegrinaggio si svolgeva ogni anno la quarta domenica dopo Pasqua, non a caso chiamata in Austria "Krainer Sonntag" (Domenica della Carniola). Dopo la Prima Guerra Mondiale il pellegrinaggio fu interrotto, poi brevemente ripreso e di nuovo interrotto. Dal 2002 è ripreso nel contesto più ampio delle vie di pellegrinaggio verso Gurk da Slovenia e Stiria.